# Brajko Hvalović
Brajko Hvalović (Hvaonić, Hvaović, Chualovich, Qualovich, Quaouich; Braichus) (Prača, potkraj 14. st. — ?, nakon 19. lipnja 1441.), olovski knez i jedan od najvećih bosanskih trgovaca olovom.
Jedan od najvećih bosanskih trgovaca olovom. Poslovni partner dubrovačkog trgovca i zajmodavca Toma Bunića, kod koga se zaduživao i za kojega je nabavljao olovo. Poslovanje je nastavio i nakon što je bosanska država zaratila s Dubrovačkom Republikom u Konavoskom ratu (1430. – 32.). Godine 1435. postao je olovskim knezom. Izvori ga spominju kao olovskog kneza i 1440. godine. Na toj je dužnosti posredovao je između stanovnika Olova i javne vlasti. U svojstvu kneza sudjelovao u parnicama, posebice novčanim. Polovicom 1441. spominje ga se kao čovjeka vojvode Radoslava Pavlovića iz obitelji Pavlovića koja je tada posjedovala Praču.